# 피오도르 체르니크
피오도르 이바노비치 체르니크(리투아니아어: Fedor Ivanovič Černych, 러시아어: Фёдор Иванович Черных, 1991년 5월 21일 ~ )는 러시아 출생 리투아니아의 축구 선수로 현재 카우노 잘기리스에서 공격수, 공격형 미드필더, 레프트 윙어로 활동 중이며 리투아니아 국가대표팀의 주장을 맡고 있다.

## 어린 시절
1991년 5월 21일 러시아 모스크바에서 리투아니아계 러시아인 가정에서 태어나 부모님이 헤어지자마자 외조부모와 함께 리투아니아의 수도 빌뉴스로 이주했다.

## 구단 경력

### 벨라루스 리그
2007년 그라니타스 빌뉴스에서 선수 활동을 시작한 뒤 2009 시즌을 앞두고 벨라루스 프리미어리그의 드네프르 모길료프로 이적하여 나프탄 나바폴라츠크로 임대 이적한 2012 시즌을 제외하고 2014 시즌까지 5시즌동안 공식전 96경기 15골을 터뜨리며 2009 시즌 리그 3위, 2010-11년 UEFA 유로파리그 플레이오프 진출, 2013-14 시즌 벨라루스컵 4강 진출 등에 일조했고 2012 시즌에는 나프탄 나바폴라츠크 소속으로 공식전 34경기 6골을 기록하며 2011-12 시즌 벨라루스컵 우승을 맛보았다.

### 폴란드 리그 1기
2014-15 시즌을 앞두고 폴란드 엑스트라클라사의 구르니크 웽치나로 이적하여 2015-16 시즌 초반까지 공식전 40경기 13골의 준수한 성적을 거둔 후 2015-16 시즌 초반 무렵 야기엘로니아 비아위스토크로 트레이드되어 2017-18 시즌 중반까지 공식전 90경기 20골을 기록했다.

### 러시아 리그
2017-18 시즌 중반 무렵 자신의 고향팀이자 러시아 프리미어리그 소속팀인 디나모 모스크바로 이적한 후 2018-19 시즌까지 공식전 33경기 3골을 기록했고 이후 2019-20 시즌에는 FC 오렌부르크 소속으로 공식전 12경기를 소화했다.

### 폴란드 리그 2기
2019-20 시즌을 끝으로 디나모 모스크바와의 계약을 파기한 후 친정팀인 야기엘로니아 비아위스토크로 복귀하여 2022-23 시즌 겨울 이적 시장 전까지 3시즌반동안 팀의 주축으로 활약했다.

### 키프로스 리그
2022-23 시즌 겨울 이적 시장을 통해 키프로스 1부 리그의 AEL 리마솔로 트레이드된 이후 2023-24 시즌 겨울 이적 시장 전까지 1년동안 활동하며 2022-23 시즌 키프로스컵 준우승을 경험했다.

### 인도 리그
2023-24 시즌 겨울 이적 시장을 통해 인도 슈퍼리그의 케랄라 블래스터스로 이적하며 데뷔 이래 처음으로 아시아 리그로 진출했다.

## 국가대표팀 경력

### 리투아니아 A대표팀
2012년 11월 14일 아르메니아와의 친선 경기에서 리투아니아 A대표팀 소속으로 국제 A매치 데뷔전을 치른 후 2013년 10월 11일 라트비아와의 2014년 FIFA 월드컵 유럽 지역 예선 G조 9차전에서 A매치 데뷔골을 터뜨리며 팀의 2-0 완승에 일조했다.
이후 2018년 FIFA 월드컵 유럽 지역 예선 F조 10경기에서 팀이 넣은 7골 가운데 3골을 책임졌고 불가리아와의 2022년 FIFA 월드컵 유럽 지역 예선 C조 8차전에서는 멀티골을 터뜨리며 팀의 7연패 끝에 첫 승을 이끌어내기도 했다.
그 후 UEFA 유로 2024 예선 G조 8경기에서 2골을 기록하며 활약했고 지브롤터와의 2022-23년 UEFA 네이션스리그 C 강등 플레이아웃 2차전에서도 선제골이자 결승골을 터뜨리며 팀의 리그 C 잔류를 이끌었다.

## 대회 성적

### 클럽
드네프르 모길레프
- 벨라루스 프리미어리그 : 3위 (2009)
- 벨라루스컵 : 4강 (2013-14)

 나프탄 나바폴라츠크
- 벨라루스컵 : 우승 (2010-11)

 AEL 리마솔
- 키프로스컵 : 준우승 (2022-23)

### 개인 수상
- 리투아니아 올해의 선수 : 2016, 2017